# Yoko Zetterlund
Yoko Karin Zetterlund, född 24 mars 1969 i San Francisco, uppvuxen i Tokyo, är en amerikansk före detta volleybollspelare. Hon har japansk mor och svensk far.
Zetterlund blev olympisk bronsmedaljör i volleyboll vid sommarspelen 1992 i Barcelona.